# Kenny Baker
Kenneth George Baker  (født 24. august 1934 i Birmingham, England, død 13. august 2016) var en britisk skuespiller og musiker. Han var dværg og var kun 112 cm. høj. Han var nok bedst kendt som manden indeni R2-D2 i Star Wars-filmene. 
Baker var 112 cm høj, og artist i et cirkus og cabaret sammen med Jack Purvis, da George Lucas plukkede ham ud som skuespilleren indeni R2-D2 i Star Wars i 1977. Baker medvirkede i fem af seks Star Wars-film; selv om han er krediteret på Revenge of the Sith, filmede han aldrig nogen scener. George Lucas bestemte sig dog for at kreditere ham i filmen på grund af loyalitet.[kilde mangler] Baker spillede også rollen som Paploo, i Star Wars Episode VI: Return of the Jedi, Ewoken som stjæler en speederbike. Han skulle oprindelig spille rollen som Wicket W. Warrick, men han blev syg og rollen blev givet til Warwick Davis.
Baker medvirkede blandt også i filmene Elefantmanden, Time Bandits (også med Purvis), Amadeus og Jim Henson's Labyrinth. På fjernsynet har han medvirket i dramaserien Casualty.
Sent i 1990'erne, begyndte Baker en kortere karriere som stand-upkomiker. Baker boede fra 2008 til sin død i Preston, Lancashire, England. Selvom både han og hans kone var dværge, blev ingen af deres sønner det.
I april 2008 blev Baker indlagt på sygehus med alvorlige brystsmerter, og hans søn, Kevin Baker, udtalte til mediet at "Jeg blev fortalt at han ret nemt kunne sove ind." Baker kom sig dog efterfølgende.
Baker døde den 13. august 2016, i en alder af 81 år. Et par uger senere ville han have fyldt 82 år.

## Filmografi
- 2015 - Star Wars: The Force Awakens
- 1992 – 2007 – Casualty, tv-serie 2 episoder
- 2005 – Star Wars Episode III: Sith-fyrsternes hævn  (Revenge of the Sith) (krediteret)
- 2003 – Swiss Toni, tv-serie 1 episode
- 2002 – The Cage, film
- 2002 – Star Wars Episode II: Klonernes angreb (Attack of the Clones)
- 2002 – 24 Hour Party People
- 1999 – Star Wars Episode I: Den usynlige fjende (The Phantom Menace)
- 1999 – Boobs in the Wood
- 1993 – U.F.O.
- 1989 – Prince Caspian and the Voyage of the Dawn Treader, fjernsynsfilm
- 1988 – Willow
- 1987 – Muppet Babies
- 1987 – Sleeping Beauty
- 1987 – Star Tours (som R2-D2)
- 1986 – Labyrinth
- 1986 – Mona Lisa
- 1984 – Amadeus
- 1983 – Star Wars Episode VI: Jediridderen vender tilbage (Return of the Jedi)
- 1982 – The Hunchback of Notre Dame
- 1981 – The Goodies
- 1981 – Time Bandits
- 1980 – Flash Gordon
- 1980 – Elefantmannen
- 1980 – The Adventure Game, tv-serie
- 1980 – Star Wars Episode V: Imperiet slår igen (The Empire Strikes Back)
- 1980 – The Muppet Show, tv-serie 1 episode (som R2-D2)
- 1978 – Play for Today, tv-serie 1 episode
- 1977 – Star Wars Episode IV: Et nyt håb (A New Hope)
- 1977 – Wombling Free
- 1960 – Circus of Horrors